# Blarynka
Blarynka (Blarinella) – rodzaj ssaków z podrodziny ryjówek (Soricinae) w obrębie rodziny ryjówkowatych (Soricidae). 

## Zasięg występowania
Rodzaj obejmuje gatunki zamieszkujące Chińskiej Republice Ludowej i Mjanmie.

## Morfologia
Długość ciała (bez ogona) 60–81 mm, długość ogona 32–60 mm, długość tylnej stopy 10,5–16 mm; brak szczegółowych danych dotyczących masy ciała.

## Systematyka
Rodzaj zdefiniował w 1911 roku angielski zoolog Oldfield Thomas na łamach Proceedings of the Zoological Society of London. Na gatunek typowy Thomas wyznaczył (oryginalne oznaczenie) blarynkę syczuańską (B. quadraticauda). 

### Etymologia
Blarinella: rodzaj Blarina J.E. Gray, 1838 (blarina); łac. przyrostek zdrabniający -ella.

### Podział systematyczny
Do rodzaju należą następujące gatunki:
- Blarinella quadraticauda (Milne-Edwards, 1872) – blarynka syczuańska
- Blarinella wardi O. Thomas, 1915 – blarynka birmańska